# مارتن مارتن
مارتن مارتن (بالفرنسية: Marietta Martin)‏ هي صحفية وكاتِبة وشاعرة فرنسية، ولدت في 4 أكتوبر 1902 في أراس في فرنسا، وتوفيت في 11 نوفمبر 1944 في فرانكفورت في ألمانيا.